# アンサマイシン

アンサマイシンの1つゲルダナマイシンの構造

アンサマイシン(Ansamycin)は、細菌の二次代謝産物で、多くのグラム陽性菌といくつかのグラム陰性菌に対し、抗菌薬としての作用を示す一連の化合物である。ストレプトバリシン、リファマイシン等、さまざまな化合物が含まれる。さらにこれらの化合物は、バクテリオファージやポックスウイルスに対し、抗ウイルス薬としての作用を示す。

## 構造
これらの化合物は、芳香環が脂肪族の鎖で架橋される独特の構造から、ラテン語で「ハンドル」という意味の"ansa"という言葉から命名された。アンサマイシンに含まれる様々な化合物の主要な違いは芳香環部分で、リファマイシンやナフトマイシンのようにナフタレン環やナフトキノン環となる場合もある。また、ゲルダナマイシンやアンサミトシンのようにベンゼン環やベンゾキノン環もとりうる。アンサマイシンは、1959年にSensiらによってAmycolatopsis mediterraneiから初めて発見された。

## 例
リファマイシンはアンサマイシンの小分類の1つで、マイコバクテリウム属に対し高い有効性を持つ。この性質のため、結核やハンセン病、エイズ関連のマイコバクテリウム感染症の治療に広く用いられている。それ以来、他の原核生物からも多くのアナログが単離されている。